# Tinton Falls
Tinton Falls is een plaats (borough) in de Amerikaanse staat New Jersey, en valt bestuurlijk gezien onder Monmouth County.

## Demografie
Bij de volkstelling in 2000 werd het aantal inwoners vastgesteld op 15.053.
In 2006 is het aantal inwoners door het United States Census Bureau geschat op 17.082, een stijging van 2029 (13.5%).

## Geografie
Volgens het United States Census Bureau beslaat de plaats een oppervlakte van
40,5 km², waarvan 40,4 km² land en 0,1 km² water.

## Plaatsen in de nabije omgeving
De onderstaande figuur toont nabijgelegen plaatsen in een straal van 8 km rond Tinton Falls.